# Årjäng (Gemeinde)
Koordinaten: 59° 24′ N, 12° 8′ O

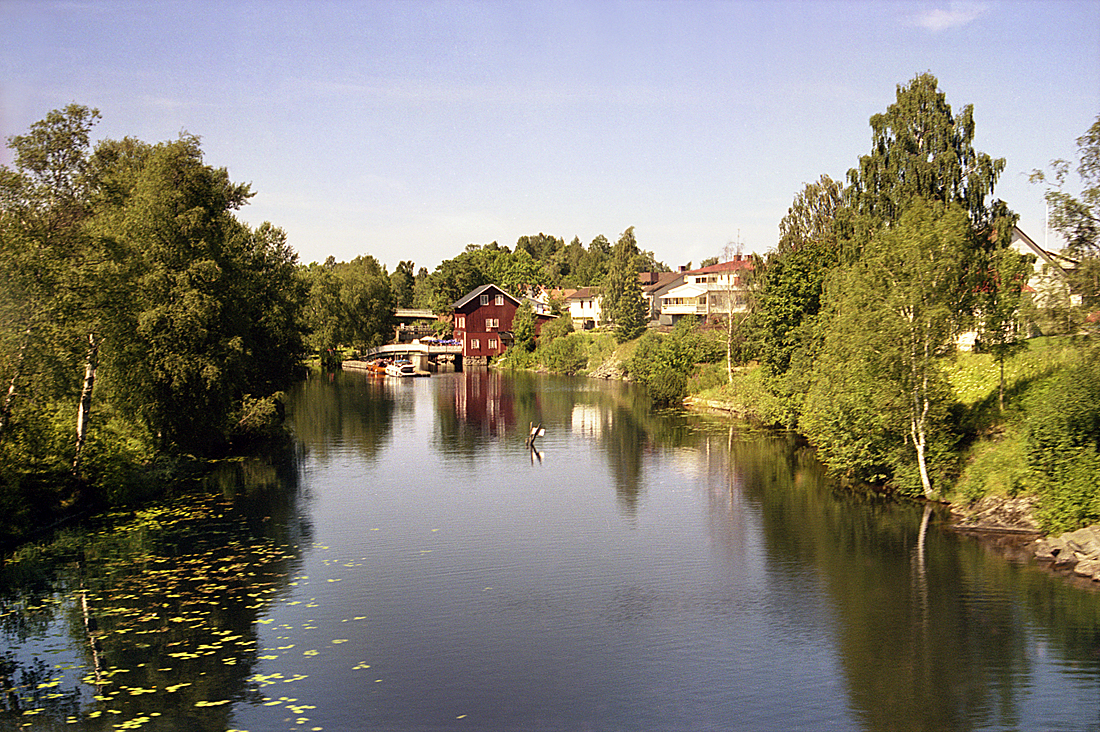
Töckfors in der Årjäng kommun

Årjäng ist eine Gemeinde (schwedisch kommun) in der schwedischen Provinz Värmlands län. Der größere, westliche Teil der Gemeinde liegt in der historischen Provinz Värmland, wohingegen der kleinere östliche Teil in der historischen Provinz Dalsland liegt. Der Hauptort der Gemeinde ist Årjäng.

## Geographie
Die Gemeinde liegt an der Grenze zu Norwegen. Die Landschaft ist von vielen kleinen und großen Seen geprägt. Größte Seen sind:
- Foxen
- Lelång
- Järnsjön
- Stora Le
- Nedre Blomsjön
- Ö Silen
- Västra Silen
- Östen
- Övre Gla

Auch der Dalsland-Kanal führt durch einige dieser Seen.

## Verkehr
Durch die Kommune Årjäng führt die Europastraße E18 von Stockholm nach Oslo, sowie die Straße 172 (Bengtsfors-Årjäng-Arvika).
Von Årjäng nach Bengtsfors führte früher eine Eisenbahnstrecke, die heute stillgelegt ist und als Draisinenstrecke benutzt wird.

## Größere Orte
- Årjäng
- Bergerud
- Lennartsfors
- Töcksfors
- Östervallskog
- Karlanda
- Sillerud
- Holmedal